# Kanzel (Heilig Kreuz, Donauwörth)

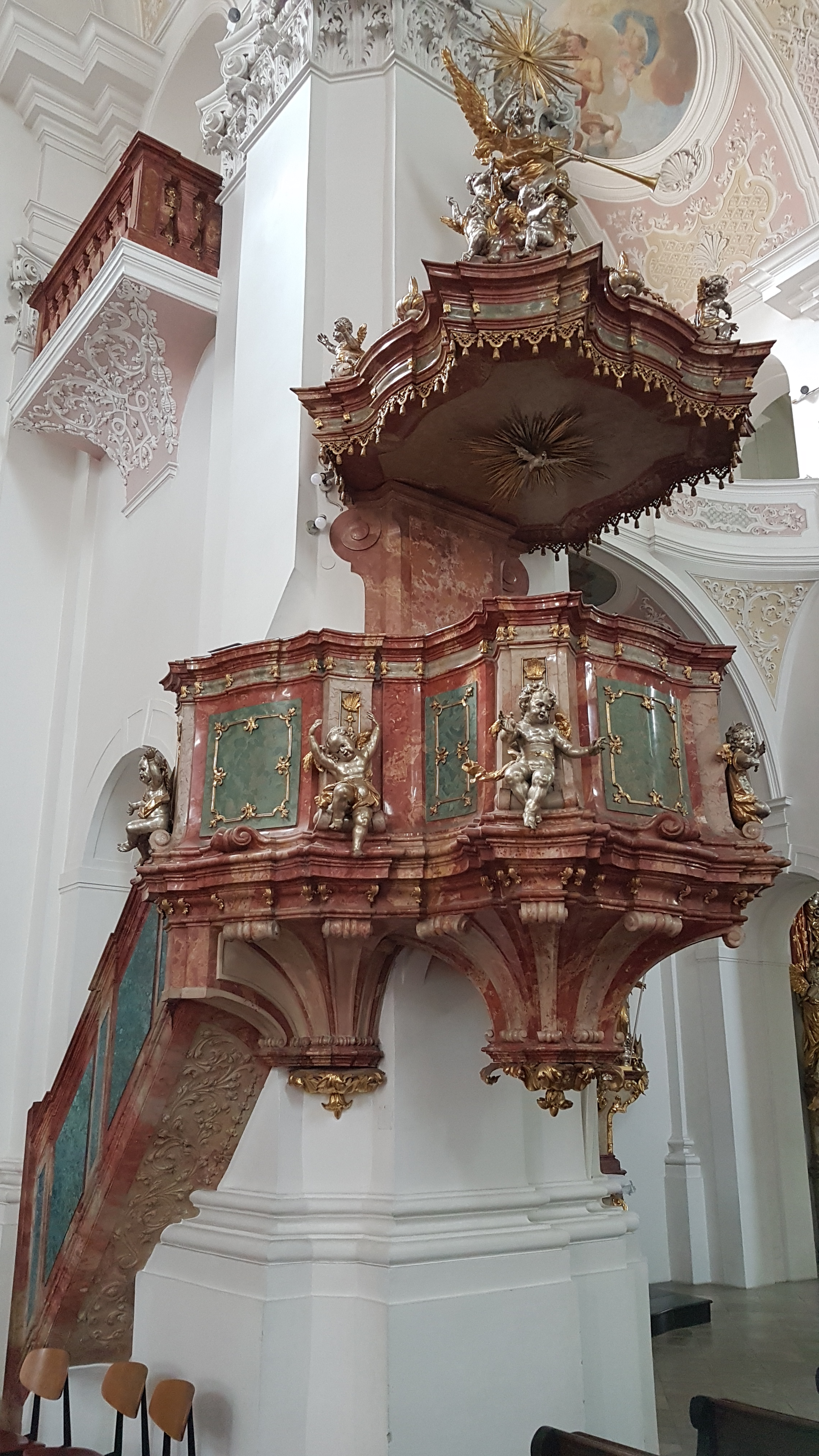
Kanzel in der Kirche Heilig Kreuz in Donauwörth

Die Kanzel in der ehemaligen Benediktinerklosterkirche und heutigen Pfarrkirche Heilig Kreuz in Donauwörth, einer Stadt im Landkreis Donau-Ries im bayerischen Regierungsbezirk Schwaben, wurde um 1720 geschaffen. Die Kanzel ist ein Teil der als Baudenkmal geschützten Kirchenausstattung.
Die hölzerne Kanzel im Stil des Barocks besitzt einen geschwungenen, polygonen Kanzelkorb mit glatten Eckpilastern und Putten.
Der Schalldeckel ist mit Lambrequins geschmückt und wird von einem Posaunenengel und Putten bekrönt.